# 日雷奧伊區
47°00′00″N 53°58′48″E / 47.00000°N 53.98000°E

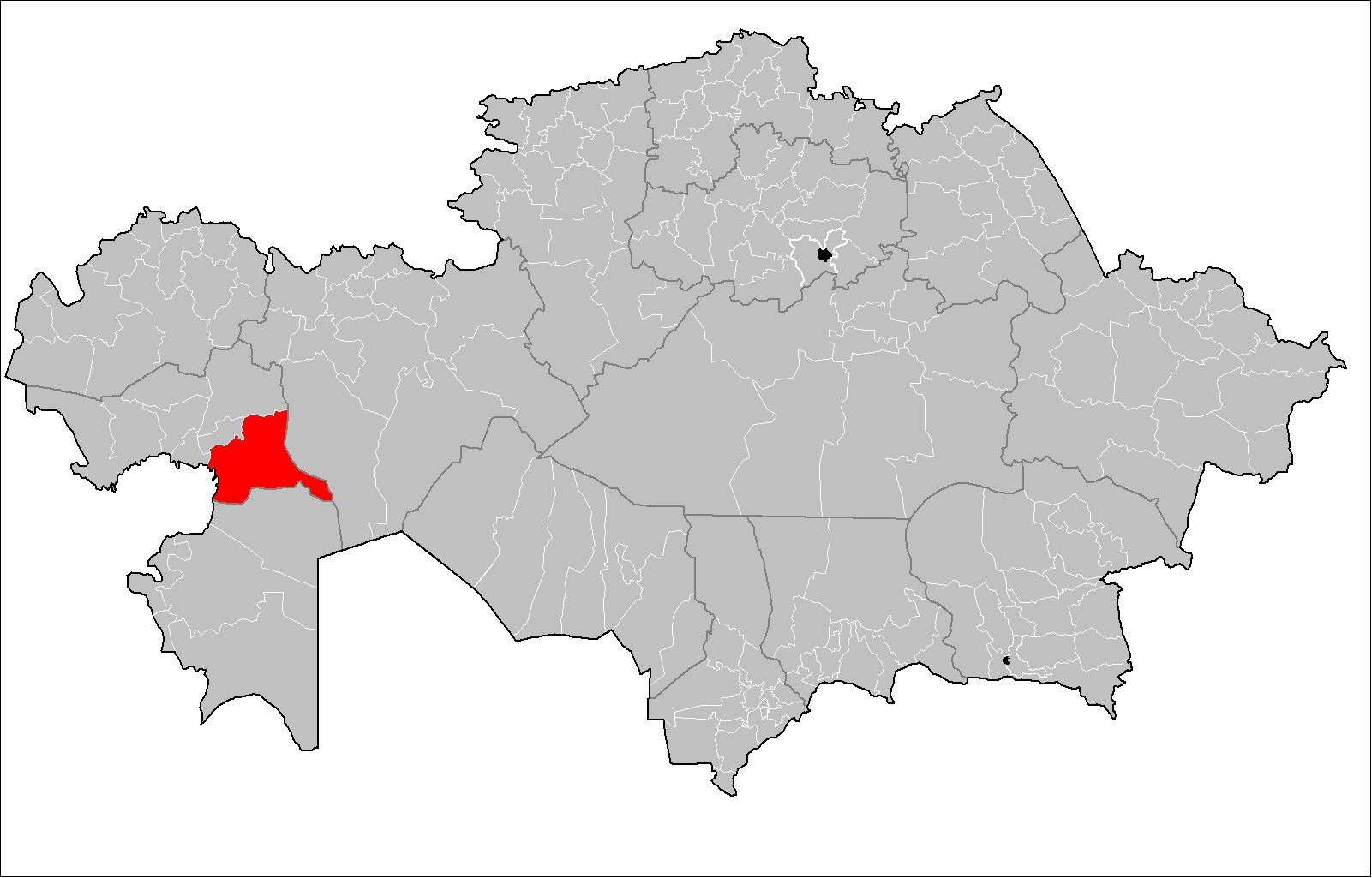

日雷奧伊區是哈薩克斯坦的行政區，位於該國西部，由阿特勞州負責管轄，首府設於庫利薩雷，始建於1928年，面積29,400平方公里，2013年人口75,377。